# هلن گورلای
هلن گورلای (انگلیسی: Helen Gourlay؛ زادهٔ ۲۳ دسامبر ۱۹۴۶) یک تنیس‌باز اهل استرالیا است.